# Киселиха (Шишацкий район)
Кисе́лиха (укр. Киселиха) — село,
Жоржевский сельский совет,
Шишацкий район,
Полтавская область,
Украина.
Код КОАТУУ — 5325782002. Население по переписи 2001 года составляло 29 человек.

## Географическое положение
Село Киселиха находится на берегу реки Говтва,
выше по течению на расстоянии в 3 км расположено село Жоржевка,
ниже по течению на расстоянии в 2 км расположено село Пришиб.
Выше по течению на реке большая запруда.